# جون تتزل
جون تِـتزل (انگلیسی: Joan Tetzel؛ ۲۱ ژوئن ۱۹۲۱ – ۳۱ اکتبر ۱۹۷۷) یک هنرپیشه تئاتر، سینما و تلویزیون اهل ایالات متحده آمریکا بود.
از فیلم‌ها یا برنامه‌های تلویزیونی که وی در آن نقش داشته است می‌توان به دوئل زیر آفتاب اشاره کرد.